# Unione Sportiva Triestina Calcio 1918 2017-2018
Questa voce raccoglie le informazioni riguardanti l'Unione Sportiva Triestina Calcio 1918 nelle competizioni ufficiali della stagione 2017-2018.

## Stagione
È la ventitreesima stagione la 2017-2018 della storia della Triestina in terza serie, la dodicesima di Serie C, al ritorno tra i professionisti dopo 5 anni. Raccoglie 43 punti con l'undicesimo posto in classifica, è stato promosso in Serie B il Padova con 63 punti. Allenata da Giuseppe Sannino ottiene nel girone di andata 25 punti, in zona Play-off, poi nel girone di ritorno perde alcune posizioni, dalla metà di febbraio sulla panchina giuliana arriva Nicola Princivalli, con lui la Triestina non riesce a centrare l'obiettivo Play-off per un solo punto, ma riesce almeno a mantenere la categoria. Il marocchino Rachid Arma con 8 reti è stato il miglior realizzatore di stagione. La squadra alabardata ha partecipato anche alla Coppa Italia Tim Cup dove nel primo turno ha superato (0-1) l'Arezzo, poi nel secondo turno ha pareggiato (2-2) a Pescara, ma è stata eliminata dalla competizione (5-3) ai calci di rigore. Poi partecipa anche alla Coppa Italia di Serie C ma esce subito perdendo (5-0) a Padova.

## Divise e sponsor
Per la stagione 2017-2018 lo sponsor tecnico è Nike mentre lo sponsor ufficiale è Siderurgica Triestina.
| Casa | Trasferta | Terza divisa |

## Organigramma societario
Tratta dal sito ufficiale.
Area direttiva
- Presidente: Mario Biasin
- Amministratore Unico e Responsabile Area Tecnica: Mauro Milanese
- Direttore Organizzativo: Michele Genna
- Segretario Generale e Direttore Gestionale: Giuseppe D'Aniello
- Responsabile Marketing: Massimo Brazzit
- Responsabile Biglietteria: Romina Milanese
- Addetto Stampa: Emilio Ripari
- Responsabile Sicurezza: Paul Pisani
- Responsabile Settore Giovanile: Mauro Loschiavo
- Contabilità e Amministrazione:	Cristiana Cechet
- Segreteria: Manuela Antoniolli
- Segreteria Settore Giovanile:	Monica Bornia

Area tecnica
- Allenatore: Giuseppe Sannino
- Allenatore in Seconda: Nicola Princivalli
- Preparatore atletico: Luca Bossi
- Preparatore atletico: Domenico Melino
- Preparatore dei portieri: Diego Del Piccolo
- Delegato arbitri: Mauro Gangale
- Medico sociale: Andrea Piccozzi
- Team medico: Poliambulatorio Fisiosan
- Magazziniere: Sergio Moro

## Rosa
| N. |                      | Ruolo | Calciatore               |
| -- | -------------------- | ----- | ------------------------ |
| 1  | Italia (bandiera)    | P     | Samuele Perisan          |
| 2  | Italia (bandiera)    | D     | Lorenzo Libutti          |
| 3  | Italia (bandiera)    | D     | Fabrizio Grillo          |
| 4  | Tunisia (bandiera)   | D     | Oualid El Hasni          |
| 5  | Svizzera (bandiera)  | D     | Giuseppe Aquaro          |
| 6  | Italia (bandiera)    | D     | Luca Pizzul              |
| 7  | Italia (bandiera)    | A     | Demiro Pozzebon          |
| 9  | Marocco (bandiera)   | A     | Rachid Arma              |
| 10 | Italia (bandiera)    | C     | Andrea Bracaletti        |
| 11 | Italia (bandiera)    | A     | Davis Mensah             |
| 12 | Italia (bandiera)    | P     | Matteo Puccini           |
| 13 | Italia (bandiera)    | C     | Davide Bariti            |
| 14 | Italia (bandiera)    | D     | Roberto Codromaz         |
| 16 | Argentina (bandiera) | C     | Manuel Hidalgo Gasparini |

| N. |                   | Ruolo | Calciatore          |
| -- | ----------------- | ----- | ------------------- |
| 17 | Italia (bandiera) | C     | Filippo Porcari     |
| 18 | Italia (bandiera) | C     | Alessandro Celestri |
| 19 | Italia (bandiera) | C     | Fabio Meduri        |
| 20 | Canada (bandiera) | C     | Ndzemdzela Langwa   |
| 21 | Italia (bandiera) | C     | Alberto Acquadro    |
| 22 | Italia (bandiera) | P     | Pierpaolo Boccanera |
| 23 | Italia (bandiera) | A     | Mirco Petrella      |
| 24 | Italia (bandiera) | D     | Michele Troiani     |
| 25 | Italia (bandiera) | D     | Daniele Mori        |
| 26 | Italia (bandiera) | D     | Gabriele Brandmayr  |
| 27 | Italia (bandiera) | C     | Thomas Erman        |
| 30 | Italia (bandiera) | A     | Marco Pastore       |
| 33 | Italia (bandiera) | C     | Luca Olivieri       |
| 34 | Italia (bandiera) | C     | Antonio Murano      |

## Calciomercato

### Sessione estiva(dal 01/07 al 31/08)
| Acquisti | Acquisti                   | Acquisti        | Acquisti      |
| R.       | Nome                       | da              | Modalità      |
| -------- | -------------------------- | --------------- | ------------- |
| P        | Matteo Bonin               | Primorec        | fine prestito |
| P        | Samuele Perisan            | Udinese         | prestito      |
| D        | Roberto Codromaz           | Feralpisalò     | definitivo    |
| D        | Oualid El Hasni            | Étoile du Sahel | definitivo    |
| D        | Daniele Mori               | Sambenedettese  | definitivo    |
| C        | Alberto Acquadro           | Venezia         | prestito      |
| C        | Davide Bariti              | Ancona          | definitivo    |
| C        | Andrea Bracaletti          | Feralpisalò     | definitivo    |
| C        | Ivan Castiglia             | Siena           | definitivo    |
| A        | Rachid Arma                | Pordenone       | prestito      |
| A        | Davis Mensah               | Virtus Verona   | prestito      |
| A        | Mirco Petrella             | Teramo          | prestito      |
| D        | Michele Troiani            | Chievo          | prestito      |
| C        | Filippo Porcari            | Cremonese       | prestito      |
| D        | Lorenzo Libutti            | Melfi           | svincolato    |
| D        | Fabrizio Grillo            | Livorno         | prestito      |
| A        | Demiro Pozzebon            | Catania         | prestito      |
| C        | Federico Hidalgo Gasparini | Benfica         | definitivo    |

| Cessioni | Cessioni                  | Cessioni     | Cessioni       |
| R.       | Nome                      | a            | Modalità       |
| -------- | ------------------------- | ------------ | -------------- |
| P        | Matteo Bonin              |              | fine contratto |
| P        | Jean Claude Consol        |              | fine contratto |
| P        | Nicola Luglio             | Imolese      | prestito       |
| P        | Matteo Voltolini          |              | fine contratto |
| D        | Stefan Bajic              | Cremonese    | fine prestito  |
| D        | Guido Corteggiano         | Karpaty      | definitivo     |
| D        | Omar Leonarduzzi          | Campodarsego | definitivo     |
| D        | Alberto Marchiori         |              | fine contratto |
| C        | Filippo Carraro           | Union Feltre | prestito       |
| C        | Lorenzo Cecchi            | Nocerina     | prestito       |
| C        | Luca Di Dionisio          |              | fine contratto |
| C        | Mattia Frulla             | Bustese      | prestito       |
| C        | Mattia Girardini          |              | fine contratto |
| A        | Ezequiel Banegas          |              | fine contratto |
| A        | Daniel Bradaschia         | Como         | definitivo     |
| A        | Mateus Ribeiro Dos Santos | Avezzano     | prestito       |
| A        | Matteo Serafini           | Crema        | definitivo     |
| A        | Oleg Turea                | Arzignano    | prestito       |
| A        | Carlos França             | Potenza      | definitivo     |

## Risultati

### Serie C

#### Girone di andata
| 27 agosto 2017 1ª giornata |  | – Turno di riposo Triestina |  |  |

| Arbitro: | Cudini (Fermo) |

|          |           |             |
| Arma 29’ | Marcatori | 1’ Cesarini |

| Arbitro: | Colombo (Como) |

|          |           |                                                   |
| Papa 14’ | Marcatori | 2’, 24’ Mensah 6’ Porcari 26’ Bracaletti 31’ Arma |

| Arbitro: | Ayroldi (Molfetta) |

|                       |           |                |
| Bracaletti 68’ (rig.) | Marcatori | 32’ Costantino |

| Arbitro: | Gariglio (Pinerolo) |

|                                  |           |              |
| Sottovia 33’ Spagnoli 94’ (rig.) | Marcatori | 85’ Pozzebon |

| Arbitro: | Gualtieri (Asti) |

|  |           |           |
|  | Marcatori | 74’ Pavan |

| Bergamo 4 ottobre 2017, ore CEST 7ª giornata | AlbinoLeffe        | 0 – 0 referto | Triestina | Stadio Atleti Azzurri d'Italia (1030 spett.)\| Arbitro: \| D'Ascanio (Ancona) \| |
| Arbitro:                                     | D'Ascanio (Ancona) |               |           |                                                                                  |

| Arbitro: | Perotti (Legnano) |

|                                |           |  |
| Arma 7’ (rig.), 70’ Mensah 56’ | Marcatori |  |

| Arbitro: | Prontera (Bologna) |

|            |           |          |
| Fabbro 23’ | Marcatori | 12’ Arma |

| Arbitro: | D. Miele (Torino) |

|                 |           |                                  |
| Comi 37’ (rig.) | Marcatori | 15’ Bracaletti 23’, 32’ Petrella |

| Arbitro: | Tursi (San Giovanni Valdarno) |

|              |           |            |
| Acquadro 23’ | Marcatori | 42’ Moroni |

| Arbitro: | Nicoletti (Catanzaro) |

|                          |           |                                      |
| Misuraca 3’ Magnaghi 51’ | Marcatori | 50’, 73’ Troiani 53’ Arma 67’ Mensah |

| Arbitro: | De Tullio (Bari) |

|                |           |               |
| Bracaletti 60’ | Marcatori | 2’ C. Ventola |

| 12 novembre 2017 14ª giornata | Triestina | – Partita non disputata per il ritiro del Modena dal torneo | Modena |  |

| Arbitro: | Pasciuta (Agrigento) |

|                           |           |            |
| Tabanelli 14’ Capello 62’ | Marcatori | 29’ Meduri |

| Arbitro: | Bitonti (Bologna) |

|                                     |           |            |
| Codromaz 4’ Mensah 41’ Petrella 84’ | Marcatori | 15’ Marchi |

| Arbitro: | Annaloro (Collegno) |

|               |           |  |
| Germinale 53’ | Marcatori |  |

| Arbitro: | Zingarelli (Siena) |

|                   |           |                 |
| Petrella 41’, 80’ | Marcatori | 62’ A. Ferretti |

| Arbitro: | Valiante (Salerno) |

|          |           |           |
| Tomi 19’ | Marcatori | 9’ Mensah |

#### Girone di ritorno
| 23 dicembre 2017 20ª giornata |  | – Turno di riposo Triestina |  |  |

| Arbitro: | De Santis (Lecce) |

|                       |           |  |
| Cesarini 44’ Bovo 69’ | Marcatori |  |

| Arbitro: | Luciani (Roma) |

|              |           |             |
| Petrella 78’ | Marcatori | 96’ De Sena |

| Arbitro: | Longo (Paola) |

|                                 |           |                      |
| Costantino 49’ Bajic 86’ (aut.) | Marcatori | 69’ (Rig) Bracaletti |

| Trieste 4 febbraio 2018, ore 20.45CET 24ª giornata | Triestina          | 0 – 0 referto | Mestre | Stadio Nereo Rocco (3000 spett.)\| Arbitro: \| Meleleo (Casarano) \| |
| Arbitro:                                           | Meleleo (Casarano) |               |        |                                                                      |

| Arbitro: | Natilla (Molfetta) |

|                |           |                                         |
| De Micheli 57’ | Marcatori | 24’ Bracaletti 31’ Libutti 90+3’ Mensah |

| Arbitro: | Feliciani (Teramo) |

|                      |           |                |
| Arma 40’ Libutti 60’ | Marcatori | 7’ A. Montella |

| Fermo 24 febbraio 2018, ore 16.30 CET 27ª giornata | Fermana                    | 0 – 0 referto | Triestina | Stadio Bruno Recchioni (840 spett.)\| Arbitro: \| Cascone (Nocera Inferiore) \| |
| Arbitro:                                           | Cascone (Nocera Inferiore) |               |           |                                                                                 |

| Trieste 2 marzo 2018, ore 20.45 CET 28ª giornata | Triestina      | 0 – 0 referto | Bassano Virtus | Stadio Nereo Rocco (2300 spett.)\| Arbitro: \| Carella (Bari) \| |
| Arbitro:                                         | Carella (Bari) |               |                |                                                                  |

| Trieste 11 marzo 2018, ore 16.30 CET 29ª giornata | Triestina             | 0 – 0 referto | Vicenza | Stadio Nereo Rocco (5830 spett.)\| Arbitro: \| Nicoletti (Catanzaro) \| |
| Arbitro:                                          | Nicoletti (Catanzaro) |               |         |                                                                         |

| Arbitro: | Rossetti (Ancona) |

|                              |           |                         |
| Briganti 16’ G. Piccioni 69’ | Marcatori | 47’ Mensah 79’ Pozzebon |

| Arbitro: | Schirru (Nichelino) |

|                 |           |               |
| Arma 96’ (rig.) | Marcatori | 59’ Zammarini |

| Arbitro: | Viotti (Tivoli) |

|                 |           |  |
| Sandomenico 15’ | Marcatori |  |

| 31 marzo 2018 35ª giornata |  | – Turno di riposo Triestina |  |  |

| Arbitro: | De Santis (Lecce) |

|             |           |  |
| Coletti 28’ | Marcatori |  |

| Arbitro: | Cipriani (Empoli) |

|               |           |            |
| Casiraghi 55’ | Marcatori | 70’ Mensah |

| Arbitro: | Annaloro (Collegno) |

|  |           |             |
|  | Marcatori | 75’ Rolfini |

| Arbitro: | Guida (Salerno) |

|                                               |           |             |
| Magnino 5’ Parodi 29’ P. Marchi 25’ Rocca 90’ | Marcatori | 73’ Coletti |

| Arbitro: | Sozza (Seregno) |

|                       |           |            |
| Bracaletti 37’ (rig.) | Marcatori | 75’ Miceli |

### Coppa Italia
| Arbitro: | Dionisi (L'Aquila) |

|  |           |            |
|  | Marcatori | 10’ Mensah |

| Arbitro: | Fourneau (Roma) |

|                                                                           |           |                         |
| Pettinari 27’ Brugman 39’ Ganz 90+2’ (rig.) Coulibaly 90+4’ Del Sole 116’ | Marcatori | 4’ Aquaro 45’, 75’ Arma |

### Coppa Italia Serie C
| Arbitro: | Luciani (Roma) |

|                |           |  |
| Costantino 33’ | Marcatori |  |

| Arbitro: | Zufferli (Udine) |

|                                                     |           |  |
| Petrella 33’ Arma 49’ (rig.) Aquaro 76’ Troiani 83’ | Marcatori |  |

| Arbitro: | Mei (Pesaro) |

|                                                              |           |  |
| Zivkov 9’ M. Russo 32’ Chinellato 50’ Mazzocco 66’ Cisco 78’ | Marcatori |  |

## Statistiche
Statistiche aggiornate al 22 febbraio 2018.

### Statistiche di squadra
| Competizione         | Punti         | In casa | In casa | In casa | In casa | In casa | In casa | In trasferta | In trasferta | In trasferta | In trasferta | In trasferta | In trasferta | Totale | Totale | Totale | Totale | Totale | Totale | D.R. |
| Competizione         | Punti         | G       | V       | N       | P       | Gf      | Gs      | G            | V            | N            | P            | Gf           | Gs           | G      | V      | N      | P      | Gf     | Gs     | D.R. |
| -------------------- | ------------- | ------- | ------- | ------- | ------- | ------- | ------- | ------------ | ------------ | ------------ | ------------ | ------------ | ------------ | ------ | ------ | ------ | ------ | ------ | ------ | ---- |
| Serie C              | 43            | 17      | 5       | 10      | 2       | 18      | 12      | 17           | 4            | 6            | 7            | 24           | 24           | 34     | 9      | 16     | 9      | 42     | 36     | +7   |
| Coppa Italia         | secondo turno | 0       | 0       | 0       | 0       | 0       | 0       | 2            | 1            | 0            | 1            | 4            | 5            | 2      | 1      | 0      | 1      | 4      | 5      | -1   |
| Coppa Italia Serie C | secondo turno | 1       | 1       | 0       | 0       | 4       | 0       | 2            | 0            | 0            | 2            | 0            | 6            | 3      | 1      | 0      | 2      | 4      | 6      | -2   |
| Totale               | 38            | 18      | 6       | 10      | 2       | 22      | 12      | 21           | 5            | 6            | 10           | 28           | 35           | 39     | 11     | 16     | 12     | 50     | 47     | +3   |

### Andamento in campionato
| Giornata  | 1  | 2  | 3 | 4  | 5  | 6  | 7  | 8  | 9  | 10 | 11 | 12 | 13 | 14 | 15 | 16 | 17 | 18 | 19 | 20 | 21 | 22 | 23 | 24 | 25 | 26 | 27 | 28 | 29 | 30 | 31 | 32 | 33 | 34 | 35 | 36 | 37 | 38 |
| --------- | -- | -- | - | -- | -- | -- | -- | -- | -- | -- | -- | -- | -- | -- | -- | -- | -- | -- | -- | -- | -- | -- | -- | -- | -- | -- | -- | -- | -- | -- | -- | -- | -- | -- | -- | -- | -- | -- |
| Luogo     | -  | C  | T | C  | T  | C  | T  | C  | T  | T  | C  | T  | C  | -  | T  | C  | T  | C  | T  | -  | T  | C  | T  | C  | T  | C  | T  | C  | C  | T  | C  | T  | -  | C  | T  | C  | T  | C  |
| Risultato | -  | N  | V | N  | P  | P  | N  | V  | N  | V  | N  | V  | N  | -  | P  | V  | P  | V  | N  | -  | P  | N  | P  | N  | V  | V  |    |    |    |    |    |    | -  |    |    |    |    |    |
| Posizione | 12 | 15 | 6 | 11 | 12 | 14 | 11 | 11 | 11 | 8  | 8  | 9  | 5  | 7  | 10 | 8  | 9  | 6  | 6  | 7  | 8  | 10 | 11 | 11 | 9  | 7  |    |    |    |    |    |    |    |    |    |    |    |    |

Legenda:

Luogo: C = Casa; T = Trasferta. Risultato: V = Vittoria; N = Pareggio; P = Sconfitta.
- = Turno di riposo.